# Teratomyzidae
Teratomyzidae Colless & McAlpine, 1970, è una piccola famiglia di insetti dell'ordine dei Ditteri (Brachycera: Cyclorrhapha: Acalyptratae). La famiglia comprende solo otto specie descritte, ciascuna endemica in un areale circoscritto dell'ecozona australasiana o dell'ecozona neotropicale. Vi si annovera tuttavia un numero imprecisato di altre specie, segnalate in letteratura, ma non classificate.

## Descrizione
Gli adulti dei Teratomyzidae hanno corpo allungato di piccole dimensioni. Il capo è provvisto di antenne dirette in avanti, con primo flagellomero ampio e globoso e arista non piumosa. Chetotassi fondamentale caratterizzata dalla presenza delle vibrisse, di un solo paio di robuste setole fronto-orbitali e dalle setole postocellari deboli e leggermente divergenti o convergenti.
Le ali sono strette, in particolare alla base per l'alula ridotta e lobo anale poco pronunciato. La nervatura alare presenta delle peculiarità, rispetto alla generalità degli Opomyzoidea, in relazione allo sviluppo della cellula discale e della vena A1+CuA1.
| |
| Schema della nervatura alare. Fratture costali: sb: frattura subcostale. Nervature longitudinali: C: costa; Sc: subcosta; R: radio; M: media; Cu: cubito; A: anale. Nervature trasversali: h: omerale; r-m: radio-mediale; bm-cu: medio-cubitale basale; dm-cu: medio-cubitale discale. Cellule: dm: discale; br: 1ª basale; bm: 2ª basale; cup: cellula cup. |

La costa si estende fino all'apice, in corrispondenza della terminazione di R4+5 e presenta una frattura subcostale, poco prima della terminazione di R1. La subcosta è incompleta, distinta da R1. La radio si divide in tre rami, con R1 breve e ricurva, confluente sul margine costale entro il terzo basale, e rami del settore radiale lunghi e terminanti rispettivamente in posizione subapicale e apicale. Vene trasversali radio-mediale, medio-cubitale basale e medio-cubitale discale presenti ma con posizione nettamente basale, molto prima della metà dell'ala. In particolare, la radio-mediale confluisce sulla media in posizione molto ravvicinata rispetto alla medio-cubitale discale, quasi all'apice della cellula discale. Conseguenza di questa conformazione è lo sviluppo predominante delle nervature longitudinali della regione remigante: infatti, le vene R4+5, M1 e CuA1 hanno quasi la stessa lunghezza e si estendono per buona parte dell'ala divergendo progressivamente. Al contrario, le cellule basali, la discale e la cup sono confinate alla base dell'ala, con cellula discale peraltro piuttosto piccola. La vena A1+CuA2, fatto singolare fra gli Opomyzoidea, è piuttosto lunga e si estende parallelamente al margine anale fino alla metà dell'ala.

## Habitat e biologia
La biologia dei Teratomyzidae è praticamente sconosciuta. Delle specie classificate non si conoscono gli stadi giovanili, ad eccezione di Auster pteridii, di cui sono state ritrovate le larve e i pupari sulle fronde di felci del genere Pteridium. Adulti di diverse specie australiane sono stati rinvenuti sulle fronde delle felci. Per questo motivo, David McAlpine usa il nome comune di fern flies ("mosche delle felci") per fare riferimento alla famiglia.

## Sistematica e filogenesi
Gli insetti attualmente classificati nei Teratomyzidae facevano capo, in passato, ai generi Teratomyza e Teratoptera, descritti da Malloch (1933). L'Autore descrisse due specie cilene, Teratomyza (=Stepta) latipennis e Teratomyza (=Teratoptera) chilensis, ed una neozelandese (Teratomyza neozelandicus) e le classificò nella famiglia degli Anthomyzidae. In seguito, altri Autori collocarono i due generi nella famiglia Opomyzidae.
La sistematica dei Teratomyzidae fu fondamentalmente definita all'inizio degli anni settanta grazie ai contributi di Colless & David K. McAlpine (1970) ed Hennig (1971, 1973). Colless & David D. McAlpine (1970) definirono la nuova famiglia includendola nella superfamiglia Asteioidea insieme ad Anthomyzidae e Asteiidae. A questa famiglia, secondo gli Autori, si attribuisce l'appartenenza del genere neozelandese Teratomyza e del genere cileno e australiano Teratoptera. La presenza di Teratoptera in Australia, citata anche in successive pubblicazioni, fa riferimento a esemplari non classificati ma attribuiti a questo genere e gli stessi Autori, inoltre, riferirono sull'appartenenza di altri generi senza tuttavia citarne i nomi.
Hennig (1971) estese il lavoro di Colless & McAlpine fornendo ulteriori note sulla morfologia, sulla filogenesi e sulla distribuzione geografica; inoltre modificò la posizione tassonomica e ampliò la famiglia. Sulla base dello sviluppo della costa e della presenza di un solo paio di setole fronto-orbitali, Hennig individuò una più stretta correlazione con i Periscelididae e piazzò le famiglie nel gruppo dei Periscelididea. Alla famiglia attribuì 12 specie distribuite in Nuova Zelanda, Australia, Sudamerica e Nepal, ma la maggior parte di queste erano prive di descrizione; infine aggiunse il genere Neogeomyza (Seguy, 1938), distribuito in Africa e Filippine. Due anni più tardi Hennig riadattava la tassonomia della famiglia: ribadendo la stretta relazione con i Periscelididae, i Teratomyzidae erano nel gruppo di famiglie Periscelididea (superfamiglia Anthomyzoidea) insieme a Periscelididae, Aulacigastridae e Asteiidae. Alla famiglia attribuiva l'appartenenza di circa 15 specie del Sudamerica, dell'Australia, della Nuova Zelanda e del Nepal, tutte appartenenti ai generi Teratomyza e Teratoptera. Il genere Neogeomyza, precedentemente associato a questa famiglia, veniva invece spostato nei Lauxaniidae.
Le relazioni filogenetiche e l'inquadramento sistematico furono ulteriormente sviluppati molto più tardi da James F. McAlpine (1989), che prende in considerazione, come superfamiglia, un raggruppamento più ampio di quelli considerati da Hennig. J.F. McAlpine riunisce gli Anthomyzoidea e gli Agromyzoidea sensu Hennig nella superfamiglia Opomyzoidea e vi individua, su base filogenetica, quattro clade corrispondenti a gruppi di famiglie fra loro correlate che definisce suprafamilies. Nell'ambito del gruppo di famiglie Asteioinea individua due linee filogenetiche e colloca i Teratomyzidae in una di queste come clade monofiletico rispetto alla linea Asteiidae + Xenasteiidae:
|  | Neurochaetidae+Periscelididae+Aulacigastridae                            |
|  |                                                                          |
|  | \| \| Xenasteiidae+Asteiidae \| \| \| \| \| \| Teratomyzidae \| \| \| \| |
|  |                                                                          |
|  | Xenasteiidae+Asteiidae                                                   |
|  |                                                                          |
|  | Teratomyzidae                                                            |
|  |                                                                          |

|  | Xenasteiidae+Asteiidae |
|  |                        |
|  | Teratomyzidae          |
|  |                        |

|  | Neurochaetidae+Periscelididae+Aulacigastridae                            |
|  |                                                                          |
|  | \| \| Xenasteiidae+Asteiidae \| \| \| \| \| \| Teratomyzidae \| \| \| \| |
|  |                                                                          |
|  | Xenasteiidae+Asteiidae                                                   |
|  |                                                                          |
|  | Teratomyzidae                                                            |
|  |                                                                          |

|  | Xenasteiidae+Asteiidae |
|  |                        |
|  | Teratomyzidae          |
|  |                        |

|  | Neurochaetidae+Periscelididae+Aulacigastridae                            |
|  |                                                                          |
|  | \| \| Xenasteiidae+Asteiidae \| \| \| \| \| \| Teratomyzidae \| \| \| \| |
|  |                                                                          |
|  | Xenasteiidae+Asteiidae                                                   |
|  |                                                                          |
|  | Teratomyzidae                                                            |
|  |                                                                          |

|  | Xenasteiidae+Asteiidae |
|  |                        |
|  | Teratomyzidae          |
|  |                        |

|  | Neurochaetidae+Periscelididae+Aulacigastridae                            |
|  |                                                                          |
|  | \| \| Xenasteiidae+Asteiidae \| \| \| \| \| \| Teratomyzidae \| \| \| \| |
|  |                                                                          |
|  | Xenasteiidae+Asteiidae                                                   |
|  |                                                                          |
|  | Teratomyzidae                                                            |
|  |                                                                          |

|  | Xenasteiidae+Asteiidae |
|  |                        |
|  | Teratomyzidae          |
|  |                        |

|  | Neurochaetidae+Periscelididae+Aulacigastridae                            |
|  |                                                                          |
|  | \| \| Xenasteiidae+Asteiidae \| \| \| \| \| \| Teratomyzidae \| \| \| \| |
|  |                                                                          |
|  | Xenasteiidae+Asteiidae                                                   |
|  |                                                                          |
|  | Teratomyzidae                                                            |
|  |                                                                          |

|  | Xenasteiidae+Asteiidae |
|  |                        |
|  | Teratomyzidae          |
|  |                        |

|  | Neurochaetidae+Periscelididae+Aulacigastridae                            |
|  |                                                                          |
|  | \| \| Xenasteiidae+Asteiidae \| \| \| \| \| \| Teratomyzidae \| \| \| \| |
|  |                                                                          |
|  | Xenasteiidae+Asteiidae                                                   |
|  |                                                                          |
|  | Teratomyzidae                                                            |
|  |                                                                          |

|  | Xenasteiidae+Asteiidae |
|  |                        |
|  | Teratomyzidae          |
|  |                        |

|  | Neurochaetidae+Periscelididae+Aulacigastridae                            |
|  |                                                                          |
|  | \| \| Xenasteiidae+Asteiidae \| \| \| \| \| \| Teratomyzidae \| \| \| \| |
|  |                                                                          |
|  | Xenasteiidae+Asteiidae                                                   |
|  |                                                                          |
|  | Teratomyzidae                                                            |
|  |                                                                          |

|  | Xenasteiidae+Asteiidae |
|  |                        |
|  | Teratomyzidae          |
|  |                        |

|  | Neurochaetidae+Periscelididae+Aulacigastridae                            |
|  |                                                                          |
|  | \| \| Xenasteiidae+Asteiidae \| \| \| \| \| \| Teratomyzidae \| \| \| \| |
|  |                                                                          |
|  | Xenasteiidae+Asteiidae                                                   |
|  |                                                                          |
|  | Teratomyzidae                                                            |
|  |                                                                          |

|  | Xenasteiidae+Asteiidae |
|  |                        |
|  | Teratomyzidae          |
|  |                        |

L'impostazione tassonomica del Manual of Nearctic Diptera, più o meno esplicitamente condivisa nella maggior parte della letteratura sviluppata nel successivo ventennio, lasciava comunque aperto il problema della composizione della famiglia, nella quale si comprendeva un numero indeterminato di specie prive di classificazione ma attribuite ai generi Teratomyza e Teratoptera. Infatti, Vockeroth (1989) tratta i Teratomyzidae, nella versione originale del Catalog of the Diptera of the Australasian and Oceanian Regions, attribuendo a questa famiglia le tre sole specie descritte da Malloch, due cilene e una neozelandese, ma cita la segnalazione di oltre 20 specie non classificate in Australia e molte altre distribuite nelle regioni tropicali di tre continenti: Ecuador, Brasile, Cina, Nepal, Filippine, Nuova Guinea.
Un sostanziale passo avanti si è avuto a metà degli anni novanta. David K. McAlpine & Keyzer (1994) operano una revisione della famiglia con la definizione di generi e specie, sviluppano le chiavi di determinazione, indicano la distribuzione geografica della famiglia e offrono la descrizione degli stadi giovanili di una delle specie di nuova determinazione. Sotto l'aspetto sistematico, gli sviluppi proposti da McAlpine & Keyzer sono i seguenti:
- Descrizione di quattro nuove specie classificate in altrettanti nuovi generi monotipici (Auster, Pous, Camur, Lips );
- Spostamento della specie Teratomyza latipennis nel genere Stepta, di nuova definizione, con il nome Stepta latipennis;
- Descrizione della nuova specie Teratomyza (Vitila) undulata, con conseguente definizione dei due sottogeneri Vitila e Teratomyza nel genere Teratomyza;
- Spostamento del genere Neogeomyza nella famiglia dei Lauxaniidae. In realtà questo spostamento era già stato formulato da Hennig (1973), McAlpine & Keyzer operano, in aggiunta, una revisione sulla nomenclatura.

Allo stato attuale, la suddivisione sistematica dei Teratomyzidae comprende otto specie distribuite fra sette generi:
- Auster McAlpine & Keyzer, 1994
  - Auster pteridii McAlpine & Keyzer, 1994. Presente nel Nuovo Galles del Sud.
- Camur McAlpine & Keyzer, 1994
  - Camur willii McAlpine & Keyzer, 1994. Presente in Brasile.
- Lips McAlpine & Keyzer, 1994
  - Lips collessi McAlpine & Keyzer, 1994. Presente nell'Australia occidentale.
- Pous McAlpine & Keyzer, 1994
  - Pous manicula McAlpine & Keyzer, 1994. Presente nel Queensland e nel Nuovo Galles del Sud.
- Stepta McAlpine & Keyzer, 1994
  - Stepta latipennis Malloch, 1933 (=Teratomyza latipennis). Presente in Cile.
- Teratomyza Malloch, 1933
  - Teratomyza neozelandica Malloch, 1933. Compresa nel sottogenere Teratomyza, è presente in Nuova Zelanda.
  - Teratomyza undulata McAlpine & Keyzer, 1994. Compresa nel sottogenere Vitila, è presente nel Nuovo Galles del Sud.
- Teratoptera Malloch, 1933
  - Teratoptera chilensis Malloch, 1933 (=Teratomyza chilensis). Presente in Cile.

Questo schema non tiene tuttavia conto dell'esistenza di un numero indeterminato di specie, mai classificate, di cui si dispongono esemplari nelle collezioni.

## Distribuzione
Le informazioni relative alla distribuzione della famiglia sono subordinate allo stato dell'arte in merito alla classificazione degli esemplari raccolti. Facendo riferimento ai soli Teratomyzidae effettivamente classificati, la famiglia sarebbe presente esclusivamente nell'Australasia (Australia e Nuova Zelanda) e nel Neotropico (Cile e Brasile), tuttavia l'areale dei Teratomyzidae è più ampio e si estende anche all'ecozona orientale e al Paleartico orientale.